# Басматі

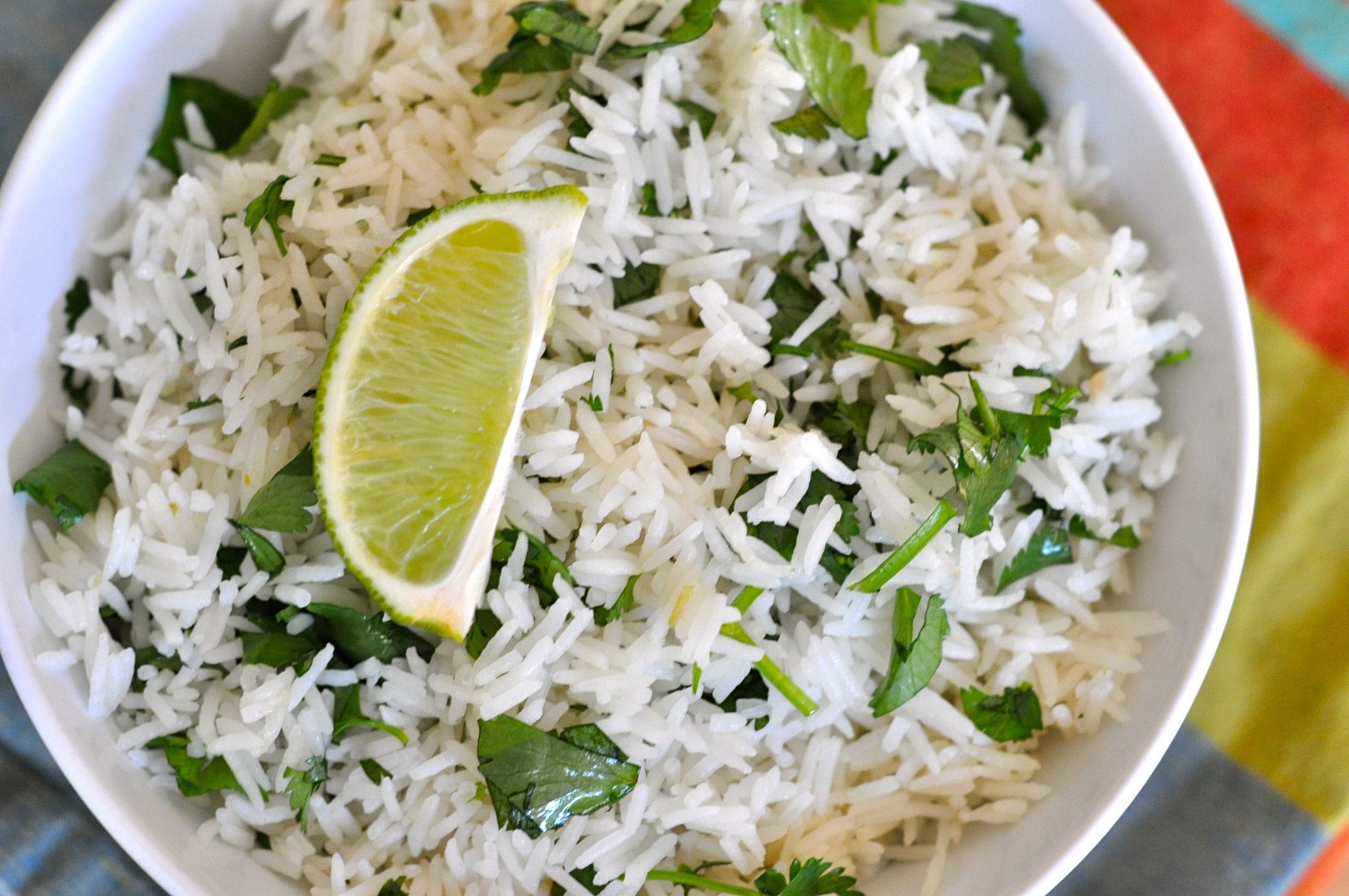
Варений
індійський білий рис-басматі
із зеленню та лимоном

Басма́ті — різновид ароматичного рису з дрібними довгими зернами, загальна назва низки сортів. Традиційно вирощується в країнах Індійського субконтиненту. Найбільшим постачальником басматі до різних країн є Індія.

## Історія та етимологія
Назва «басматі» (гінді bāsmatī, санскр. बासमती, vasmati) буквально означає «запашний». Вважається, що рис басматі вирощували на Індійському субконтиненті більше трьох тисяч років. Найдавнішня згадка басматі трапляється в поемі  Хір Ранджа  (1766).
Спочатку терміном «басматі» називали всі ароматичні сорти рису, але з часом термін почав застосовуватися лише до рису особливої якості.
Індійські торговці привезли басматі на Близький Схід. Будучи важливим компонентом індійсько-пакистанської кухні, завдяки культурним зв'язкам басматі широко використовується в перській, арабській та інших близькосхідних кухнях.

## Особливості
Крім басматі, існують й інші різновиди ароматичного рису, серед них жасмин, а також безліч сортів і гібридів. При цьому немає єдиного критерію, що дозволяє визначити сорт як рис-басматі, необхідно оцінювати сукупність властивостей.
У справжньому басматі гармонійно поєднуються розмір та форма зерна, інтенсивність аромату, текстура вареного рису. Розмір зерна басматі залежить від сорту, довжина зазвичай перевищує 7 мм. Зерна тонкі, за формою нагадують турецький кинджал. При варінні басматі збільшення обсягу відбувається за рахунок зростання довжини зерна, а товщина збільшується несуттєво. Варений басматі володіє відмінним солодкуватим смаком, вишуканим ароматом. Рис сухий, трохи зігнутої форми, розсипчастий, легко перетравлюється. Зерна зберігаються довго, більш того, аромат і смак басматі поліпшуються з часом, якісний рис повинен «визріти» не менше одного року, а вищі сорти — до 10 років.
| Мінімальні вимоги до якості рису-басматі  | Мінімальні вимоги до якості рису-басматі            |
| Вид шліфованого зерна                     | Вид шліфованого зерна                               |
| ----------------------------------------- | --------------------------------------------------- |
| Зовнішній вигляд:                         | Напівпрозоре, кремово-біле, довге                   |
| Довжина:                                  | не менше 6,6 мм                                     |
| Товщина:                                  | не більше 2 мм                                      |
| Відношення довжини до ширини:             | не менше 3                                          |
| Вихід продукції при промисловій обробці   |                                                     |
| Після лущення:                            | більше 78%                                          |
| Після шліфування:                         | більше 70%                                          |
| Після полірування:                        | більше 40%                                          |
| Властивості рису після кулінарної обробки |                                                     |
| Вміст амілози:                            | 20-22%                                              |
| Показник желатинізації:                   | 4 або 5                                             |
| Збільшення обсягу при варінні:            | більш ніж в 4 рази                                  |
| Збільшення довжини зерна після варіння:   | більш ніж в 1,8 раза                                |
| Товщина звареного зерна:                  | менше 2,4 мм                                        |
| Текстура вареного зерна:                  | Щільна і ніжна, без розривів і тріщин, які не липка |
| Колір:                                    | Яскраво-білий                                       |
| Аромат:                                   | Апетитний, сильний                                  |
| Смак:                                     | Солодкуватий, приємний                              |

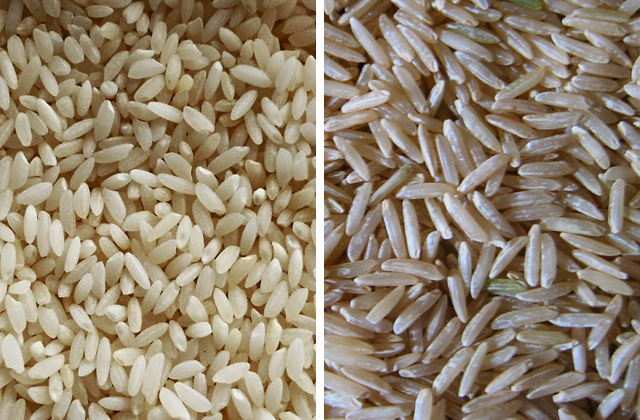
Бурий (нешліфований) рис:
облямівка (ліворуч) і басматі (праворуч).

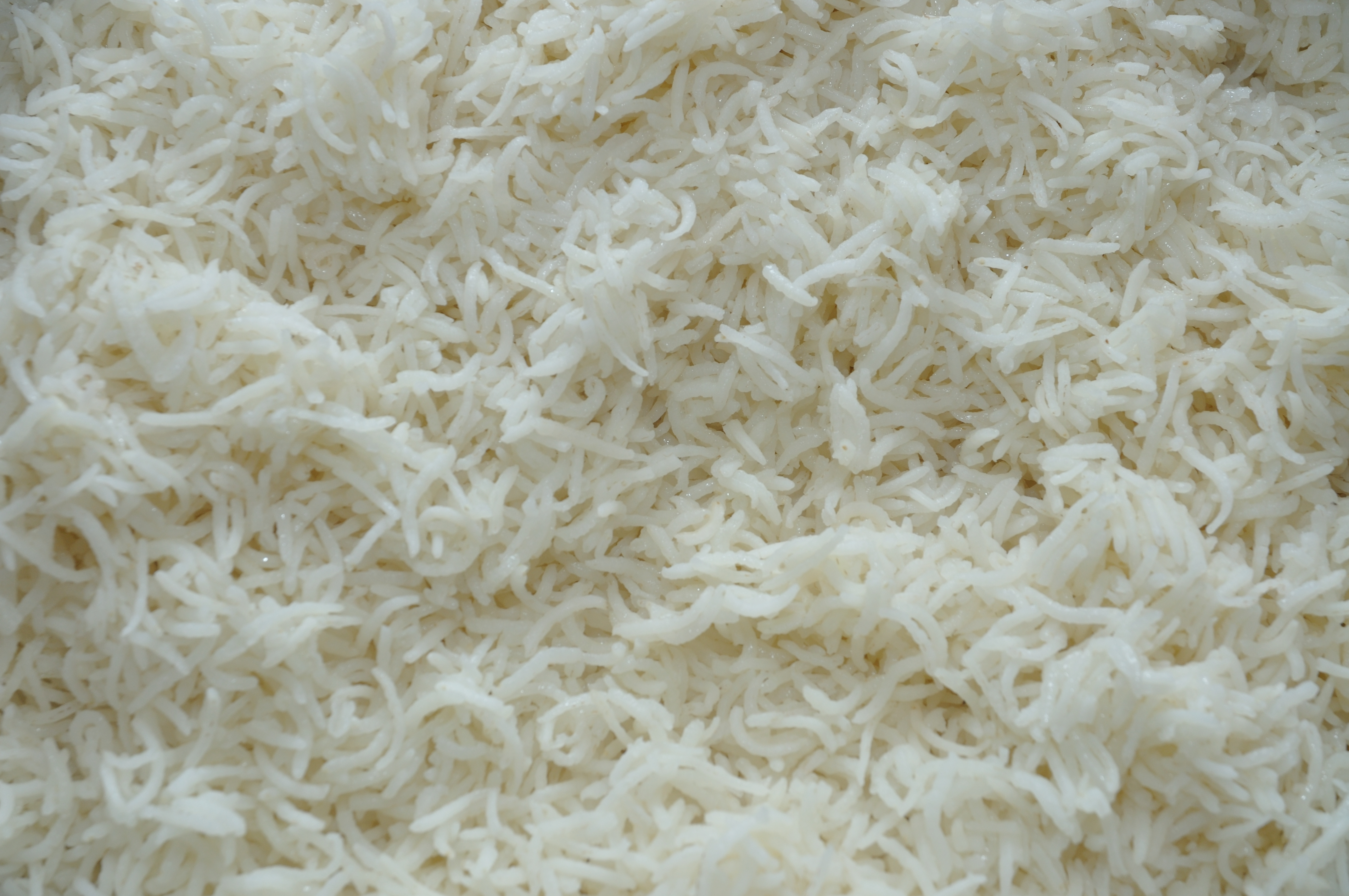
Варений басматі: яскраво-білі розсипчасті довгі зерна.

Для індійських споживачів й виробників басматі найбільш цінною якістю є його аромат, потім слідують смак і ступінь збільшення в обсязі при варінні.

## Смак і аромат
Рис басматі має специфічний пряний аромат і смак, що нагадує смак горіха, викликаний ароматичним з'єднанням 2-ацетил-1-пірроліном. Ця ж хімічна речовина міститься у листі пандану (Pandanus amaryllifolius), які часто використовуються як прянощі. Зерна басматі зазвичай містять близько 0,09 частин на мільйон цього циклічного з'єднання, а звичайні сорти рису — в 12 разів менше. Речовина виявлена в сирі, фруктах й інших злаках, використовується як ароматизатор при виробництві хлібобулочних виробів.

## Використання в кулінарії

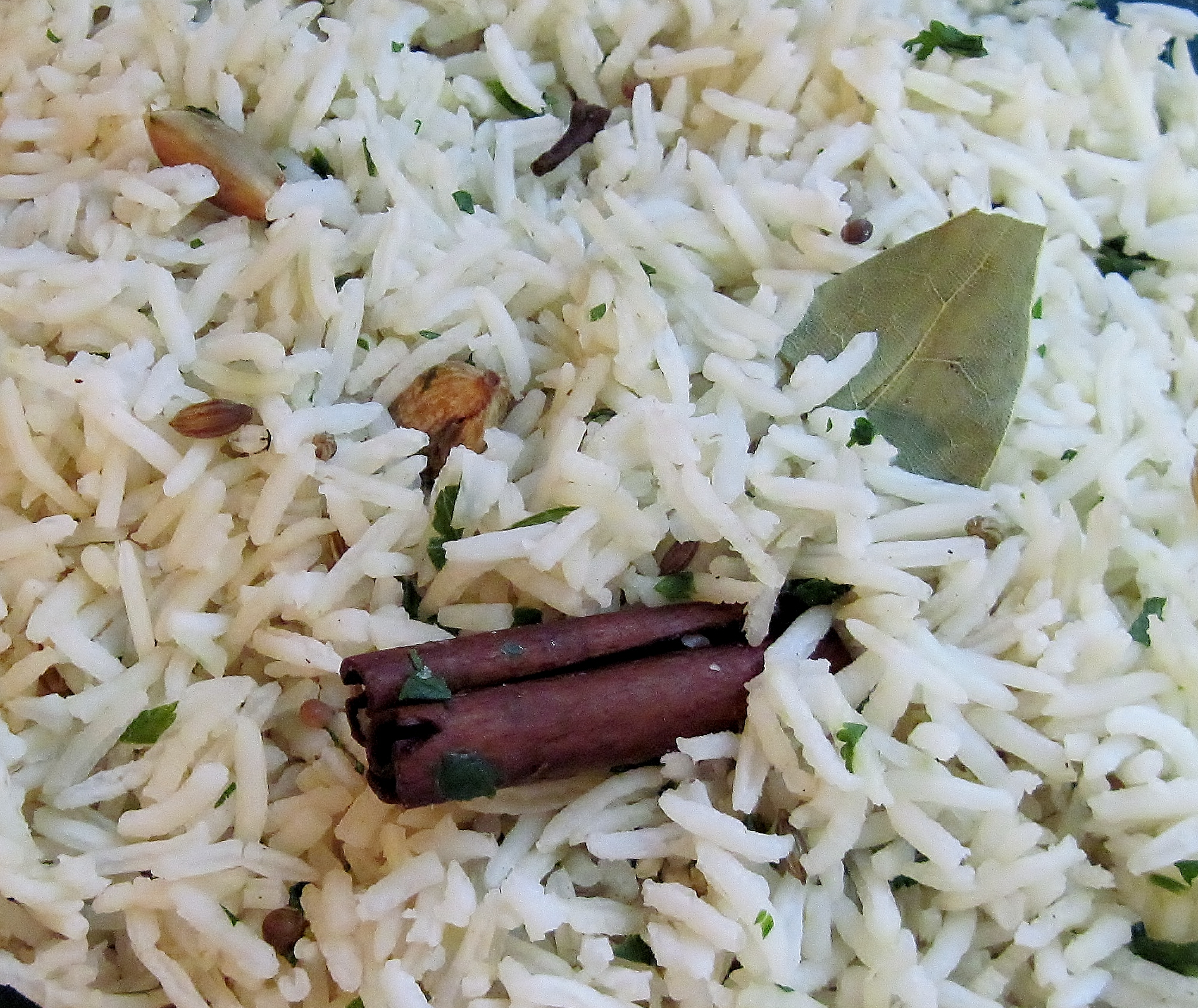
Варена басматі з прянощами

Завдяки низькому вмісту клейковини зерна легко промиваються і відокремлюються один від одного. Басматі використовується в різних стравах, але найкраще готується на пару.
За даними канадської діабетичної Асоціації, басматі має середній глікемічний індекс (від 56 до 69), на відміну від звичайного білого рису з глікемічним індексом 89. Таким чином, рис-басматі підходить для харчування хворих на цукровий діабет більш інших сортів рису, інших злаків та виробів з білого борошна.

## Виробництво
Басматі традиційно вирощують в передгірних районах Гімалаїв. Індія і Пакистан є ексклюзивними виробниками й експортерами цього виду рису.
В Індії рис-басматі вирощують в штатах Уттар-Прадеш, Пенджаб, Хар'яна, Раджастхан, Хімачал-Прадеш, Делі, Уттаракханд, Мадх'я-Прадеш та Біхар, при цьому більше 60 відсотків від загального обсягу виробництва басматі доводиться на штат Хар'яна. Загальний обсяг виробництва басматі в Індії за період з липня 2011 по червень 2012 року склав 5 млн тонн. В Пакистані 95 відсотків рису-басматі вирощується в провінції Пенджаб, де в 2010 році обсяг виробництва склав 2,47 млн т. За межами цих двох країн басматі практично не вирощується.
Виробництво якісного басматі вимагає значних витрат. Крім того, басматі вважається продуктом з високими споживчими властивостями. В результаті ціна басматі на світовому ринку перевищує ціни на інші різновиди рису, в тому числі ароматичні.

### Агротехніка
Традиційні сорти рису-басматі високорослі (160 см і більше), низьковрожайні та слабо стійкі до хвороб і більшості шкідників. Для отримання високого врожаю басматі з відмінним ароматом слід точно дотримуватися термінів посіву й пересадки, при цьому найкращі терміни залежать від регіону вирощування. Так, посів в розсадники роблять в період від останнього тижня травня в Пенджабі до початку липня в Хар'яні, в Пакистані басматі висівають протягом усього липня. У серпні - вересні, коли рослини досягнуть висоти близько 20 см, їх вручну пересаджують на обводнені поля. Урожай збирають в жовтні - листопаді.
Від щільності посадок, періоду пересадки, часу збору врожаю й умов зберігання залежать кулінарні якості басматі.

### Клімат та природні умови
Для успішного вирощування басматі необхідне зрошення, дренаж й нейтральні ґрунти. У період зростання молодим рослинам потрібна висока вологість (70-80 %) і температура в діапазоні від 25 до 35 °C. Якщо після цвітіння погода буде сонячною, вологість помірною, денні температури 25-32 °C, а ночі трохи більш прохолодними (20-25 °C) при легкому вітрі, можна очікувати врожаю з хорошими смаковими й ароматичними якостями.
Рис-басматі — світлочутлива рослина, цвітіння, а потім дозрівання починаються в стадії зменшення світлового дня, коли співвідношення світлого і темного часу доби досягає критичної точки. З цим пов'язані труднощі вирощування басматі за межами традиційної географічної зони: час цвітіння і збору врожаю не залежить від часу посадки. Наприклад, на тій же широті (близько N 30 °) в США час збору врожаю доведеться на кінець листопада, в термін, неприйнятний для комерційного вирощування теплолюбивої культури. Більш рання посадка призведе лише до збільшення листової маси на шкоду цвітінню. Один з напрямків селекції і гібридизації басматі — зниження світлочутливості рослин.

### Сорти і гібриди
З безлічі сортів і гібридів ароматичного рису з довгим зерном наприкінці XX століття на ринку визнавалися справжніми басматі лише три традиційних сорти Taraori Basmati, Type-3, Basmati 370 та напівкарликовий гібрид Pusa Basmati- 1. Урожайність традиційних сортів становить в середньому 2,5 тонни з гектара, гібрид дає 4,5 тонни з гектара і тому стає все більш популярним.

## Фальсифікації
Труднощі в розрізненні справжнього басматі та інших типів рису, а також істотна різниця в ціні між ними призвели до того, що недобросовісні торговці підмішують до якісної рису-басматі більш дешеві довгозернисті різновиди рису. У Великій Британії Food Standards Agency в 2005 році встановило, що близько половини всього рису-басматі продавалося з домішками інших сортів рису. У 2010 році у Великій Британії  при перевірці оптових партій рису в чотирьох з п'ятнадцяти зразків виявлені домішки дешевого рису, а один із зразків взагалі не містив басматі.
При дослідженні якості рису використовується ПЛР — аналіз, подібний ДНК-дактилоскопії. Аналіз дозволяє виявити фальсифіковані зразки з часткою домішки від 1% з похибкою ± 1.5%. Експортери басматі постачають партії рису з «сертифікатами чистоти» на основі ДНК-тесту. На базі методики, розробленої в Центрі генетичної дактилоскопії і діагностики (Centre for DNA Fingerprinting and Diagnostics), індійська компанія Labindia випускає набори для виявлення фальсифікації рису-басматі.